# San Francisco Zacapexpan
San Francisco Zacapexpan är en ort i Mexiko.   Den ligger i kommunen Zacapoaxtla och delstaten Puebla, i den sydöstra delen av landet, 170 km öster om huvudstaden Mexico City. San Francisco Zacapexpan ligger 1 843 meter över havet och antalet invånare är 2 095.
Terrängen runt San Francisco Zacapexpan är lite bergig. Runt San Francisco Zacapexpan är det ganska tätbefolkat, med 129 invånare per kvadratkilometer. Närmaste större samhälle är Zacapoaxtla, 1,1 km sydost om San Francisco Zacapexpan. Omgivningarna runt San Francisco Zacapexpan är en mosaik av jordbruksmark och naturlig växtlighet.